# Talorchestia skoogi
Talorchestia skoogi is een vlokreeftensoort uit de familie van de Talitridae. De wetenschappelijke naam van de soort is voor het eerst geldig gepubliceerd in 1922 door stebbing.